# فارمرز ویل (کالیفرنیا)
فارمرز ویل (به انگلیسی: Farmersville) شهری در شهرستان تولار ایالت کالیفرنیا است که در سرشماری سال ۲۰۱۰ میلادی، ۱۰۵۸۸ نفر جمعیت داشته است.